# ゴシキトウガラシ
ゴシキトウガラシ（五色唐辛子、学名：Capsicum annuum var. conoides）はナス科のトウガラシの変種である。

## 特徴
一年生の草本植物で、卵形の葉、円柱状の果実は先端が尖っており、未熟果の緑色から、白、紫などの色となり、熟すと赤色となる。

## 分布
熱帯アメリカ原産で、世界の各地で商業栽培されている。

## 品種
香辛料として品種改良がされている他、その果実の色が熟し具合で変わる為、食用に向かない観賞用の品種も存在する。
- チョウテントウガラシ（中国語版）（中国語:朝天椒）：中華料理、特に四川料理でよく用いられる唐辛子の一つである。この為、中国で用いられる品種名を日本語読みしたチョウテントウガラシとも呼ばれる。その果実が天に向かって成長する為"朝天唐辛子"（朝天椒）と名付けられた。またゴシキトウガラシの漢訳の五彩辣椒とも呼ぶ。
- タバスコペッパー：その名の通り「タバスコ」等に用いられる品種。